# 加里·梅德尔
加里·亞歷斯·梅德尔·索托（Gary Alexis Medel Soto，1987年8月3日—），是一名智利足球运动员，司职防守中场，现在效力于巴西足球甲級聯賽球队華斯高。

## 俱乐部生涯
梅德尔在12岁加入智利豪门天主教大学的青训体系。2006年被提升进入一队，开始职业足球生涯。2009年7月20日，他以30万美元的身价租借到阿甲球队博卡青年，租借期满后博卡青年启用合同的买断条款，以250万美元的价格签入梅德尔。

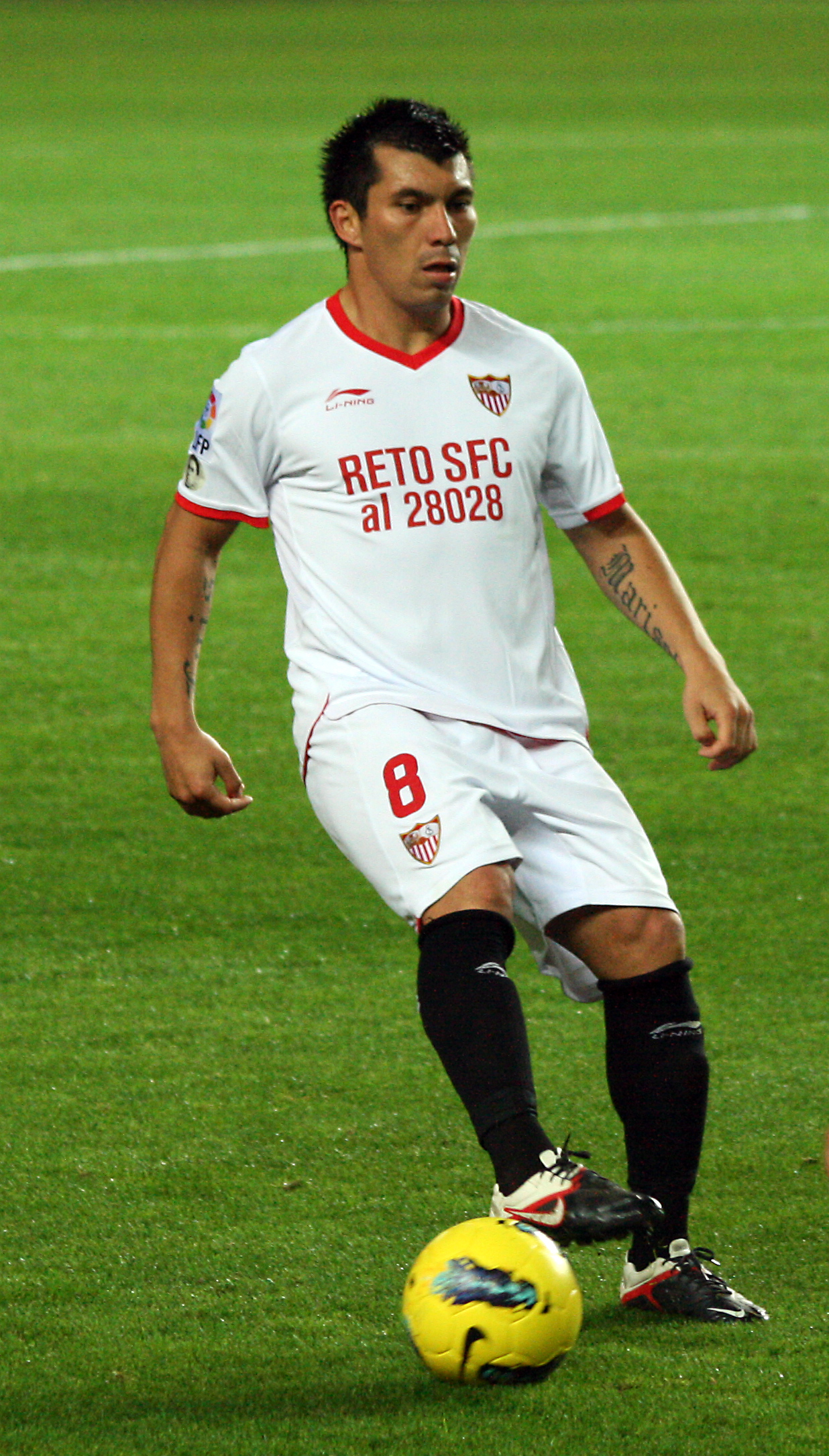
梅德尔在2011年为塞维利亚出场

2011年1月28日，西甲球队塞维利亚以300万欧元的价格签入梅德尔，并和他签约4年半。2月12日，他完成西甲联赛首秀，在塞维利亚客场2比3不敌桑坦德竞技的比赛中踢满全场。
2013年8月11日，英超升班马卡迪夫城宣布梅德尔以创俱乐部转会价格纪录的1100万欧元加盟球队，双方签约4年。8月17日，他在卡迪夫城0比2负于西汉姆联的比赛首次代表球队在正式比赛亮相。
卡迪夫城在2013/14降级后，梅德尔要求离开球队，最终在8月9日以1000万欧元的身价加盟意甲球队国际米兰。8月31日，他在2014/15赛季意甲第一轮国际米兰客场0比0战平都灵的比赛上演意甲联赛首秀。

## 国家队生涯
2007年3月，梅德尔在智利和阿根廷的友谊赛首次代表成年国家队出场。